# Villa Luzuriaga

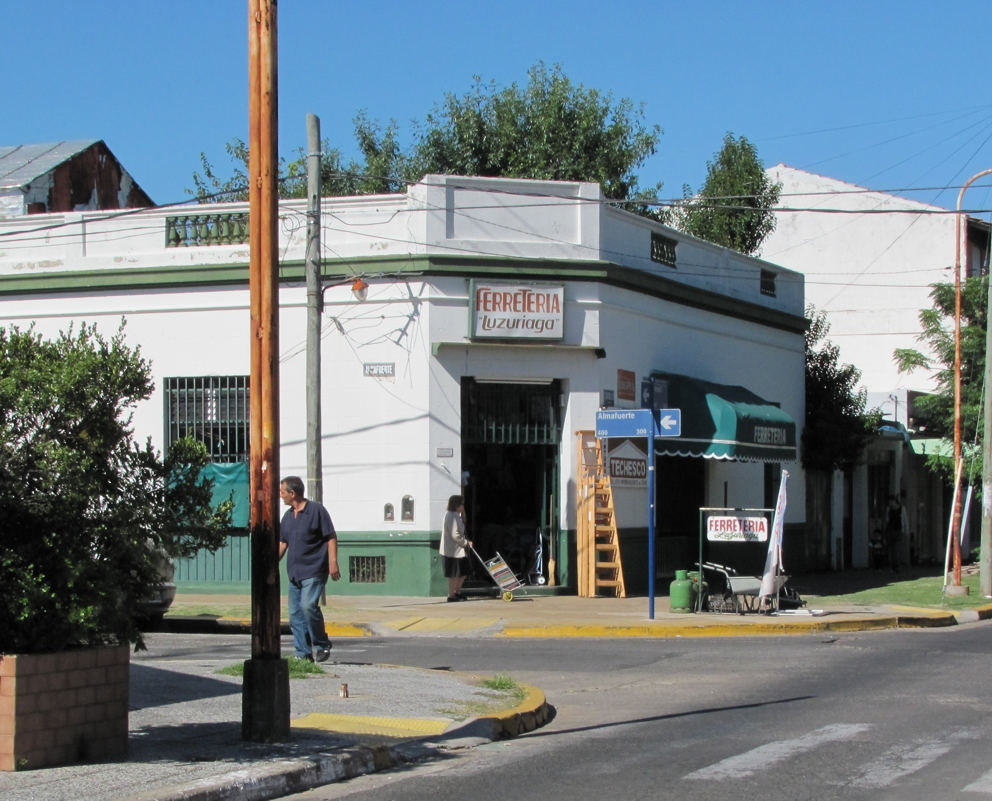
Esquina del Almacén de don Remo.

Villa Luzuriaga es una ciudad argentina del partido de La Matanza, ubicada en el área del Gran Buenos Aires en la provincia de Buenos Aires. 
Limita al norte y al oeste con el partido de Morón, al sudeste con la ciudad de San Justo, al sudoeste con las ciudades de Rafael Castillo e Isidro Casanova, y al noreste con la ciudad de Ramos Mejía. Siempre fue una localidad independiente de San Justo, pero debido a no tener un centro comercial propio, compartir código postal y ser mayormente residencial, históricamente fue confundida con un barrio de San Justo. Sumado al prefijo villa, que llevaba a la confusión de no ser una localidad independiente.
El 10 de marzo de 2009 la legislatura provincial la declaró ciudad mediante la Ley 13970.

## Historia
La familia Méndez, propietaria del lugar, poseía una estancia denominada "Las Margaritas". En enero de 1908 tiene lugar un loteo en lo que después sería el casco céntrico de la ciudad, que en un primer momento se llamó Villa Las Margaritas. Así la estancia de don Nicanor Méndez y después las quintas vecinas (La cabaña, Segalerba, Linares, Morelli, etc.) dan lugar a los barrios urbanos. Entre 1914 y 1947 se va intensificando la edificación, que se extiende hasta nuestros días. La calle Garibaldi fue durante décadas la arteria principal de la creciente ciudad, siendo muy famosos algunos comercios como el Almacén de Ramos Generales de don Remo, y el Almacén de la familia Capurro. En la actualidad, la calle principal fue traslada a Dr.Ignacio Arieta, Los primeros barrios fueron Ramón Falcón, Barrio Ingeniero Santiago Brian y Villa María Mazzarello. 
Luego, en los años 50, aparecieron los barrios 8 de Octubre, Marina, Peluffo, Manzanares y Los Pinos. Según versión de Juan Segalerba -vecino destacado de Villa Luzuriaga, propietario de un extenso comercio de materiales de construcción, presidente del centro de comerciantes de Villa Luzuriaga y un preocupado ciudadano por su desarrollo y memoria-, de junio de 2000, leemos: "Villa Luzuriaga se empezó a poblar a principios del siglo XX con el personal de los talleres ferroviarios de Haedo del Ferrocarril Central Oeste y de la estación Ingeniero Brian".  
Otro reconocido vecino en el barrio fue Arturo N. Morelli el y su familia eran inmigrantes Italianos y tenían su finca en el barrio Peluffo que tenía una manzana de diámetro siendo así una de las más grandes en la zona. El era reconocido por su trayectoria en la zona dado su actividad profesional, social y fomentista. Su labor se vio concretada con las mejoras que logró para sus vecinos, estando entre ellas el pavimento, la colocación de alumbrado de luz de mercurio, líneas telefónicas, etc. Que su actuación en el municipio de La Matanza en la Subsecretaría de Obras Públicas es también reconocida, organizando el Departamento de Obras Públicas, controlando la ejecución del Monumento al General San Martín en la plaza de San Justo, y también participó en el control de la ejecución de los trabajos en el cementerio y el matadero municipal. Fue el primer presidente del Centro de Técnicos de la Matanza, habiendo sido uno de los fundadores y también participando en la concreción de Ordenanzas a beneficio de la Comunidad y en la Comisión que estudio el primer Código de la Edificación para el Partido de la Matanza, concretando ello en la Ordenanza N 2564. También integró las Comisiones que contribuyeron a fundar la Escuela Normal de San Justo, La Cámara de Industria y Comercio de la Matanza. Además fue Intendente Interino entre los años 1952,1953 y 1954.
Hasta 1947 eran inmigrantes europeos, sobre todo italianos, portugueses y españoles -en ese orden-, en los años 30 comenzaron a llegar los migrantes del interior del país y después siguieron los naturales de los países limítrofes.Los primeros asentándose en el casco histórico y en los alrededores del mismo.Y los últimos en los barrios más recientes como Los Pinos,Manzanares,Peluffo. Los límites originales del tejido urbano de Villa Luzuriaga en 1936 fueron: al noreste, las vías ferroviarias del Ramal Haedo - Temperley, al noroeste, la avenida Don Bosco (en aquel entonces llamada calle Deslinde y desde 1939 Camino a Ramos Mexia), al sudeste, la calle América y, al sudoeste, la calle Rivera Indarte. La Ordenanza municipal N.º 1752/55 extendió los límites sudeste a la calle Venezuela y sudoeste, a la avenida Cristianía. Esta norma y la separación de Villa Luzuriaga en las listas censales nacionales de 1960 pueden ser considerados como dos hechos fundacionales concretos. Actualmente sus límites son: Av. Don Bosco,  Cristianía, Venezuela, Av. Diego Maradona (Camino de Cintura), Alberto Lartigau, Rivera Indarte, La Paz y las vías del ferrocarril Ramal Haedo – Temperley.

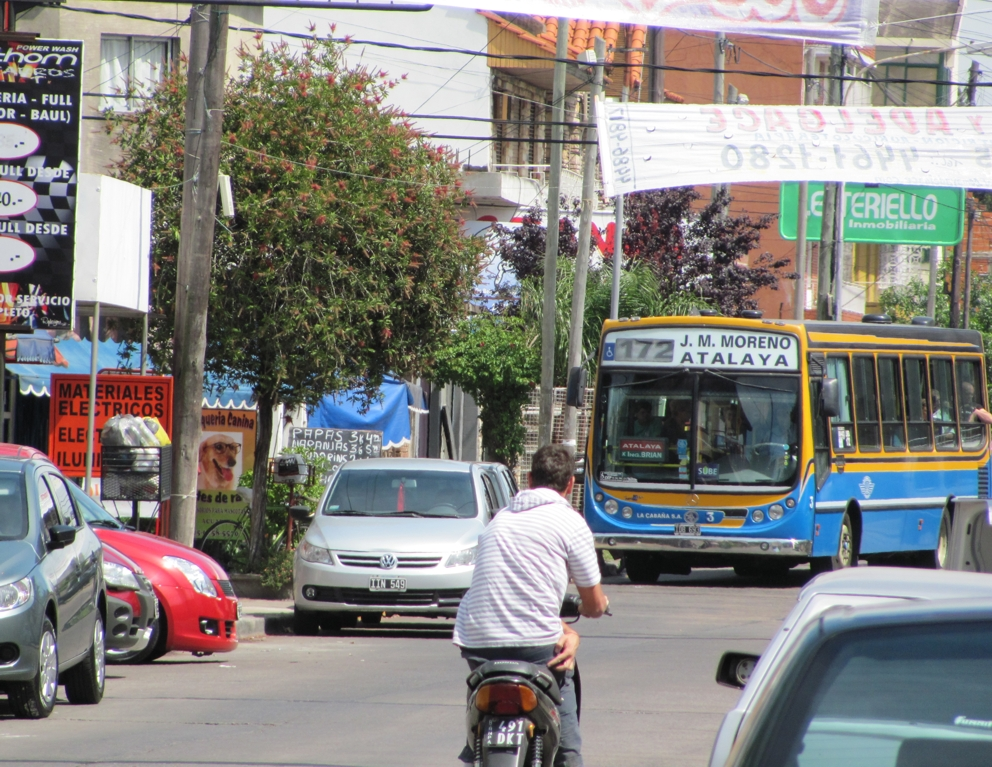
Vista de la calle Ignacio Arieta.

Los demógrafos colocan a Villa Luzuriaga dentro del primer cinturón urbano del Gran Buenos Aires que se considera totalmente urbanizado en 1950. Sin embargo, en 1960 aún quedaban numerosos huecos despoblados. La incorporación de la sección limitada entre el Camino de Cintura y la calle- Cristianía, con numerosas zonas baldías, marginales o loteadas especulativamente y deficientemente urbanizadas, retrasó su inclusión real en ese cinturón metropolitano. Villa Luzuriaga tiene una superficie de 9,430 km² y su población es, según el censo del año 2010 del INDEC, de 84 734 habitantes. Los loteos y planes de vivienda social desarrollados desde sus comienzos y, sobre todo, durante los gobiernos justicialistas permitieron su urbanización. En especial del actual barrio Marina, en aquel entonces llamado Eva Peron,que era un plan de vivienda destinado a los militares de la Marina.En 1956 se inauguró la plaza principal de Villa Luzuriaga entre las calles Bermúdez y Pichincha (ahora Marcón), Armada Argentina, frente a la capilla Stella Maris, en el actualmente llamado barrio Marina.

## Barrios
- Villa Luzuriaga
- Marina
- Villa María Mazzarello
- Ingeniero Brian Este
- Peluffo
- Parque Peluffo
- El Pino
- Manzanares de la Flora
- Los Pinos
- Villa Los Pinos (asentamiento de emergencia)
- Villa La Candela (asentamiento de emergencia)
- barrio lujan
- Villa La 48

## Geografía
La ciudad ocupa 9,43 km². Es una área preeminentemente residencial, con algunos establecimientos fabriles, y sin un centro comercial definido. Agrupa las características urbanísticas de los llamados primer y segundo cordón del conurbano.
En la época virreinal a esta zona se la solía denominar como Alto Redondo, después como tierra de los Villegas, que hacia inicios del siglo XX se conoció como Villa Las Margaritas, y posteriormente fue adquiriendo el nombre de Villa General Luzuriaga, o Villa Luzuriaga, una zona de emprendimientos principalmente agrícolas y botánicos.

## Población
La ciudad cuenta con 84.734 habitantes según el censo de 2010. En el año 2009 la legislatura provincial de Buenos Aires nombró a Villa Luzuriaga "Ciudad". Su código postal es 1753.  

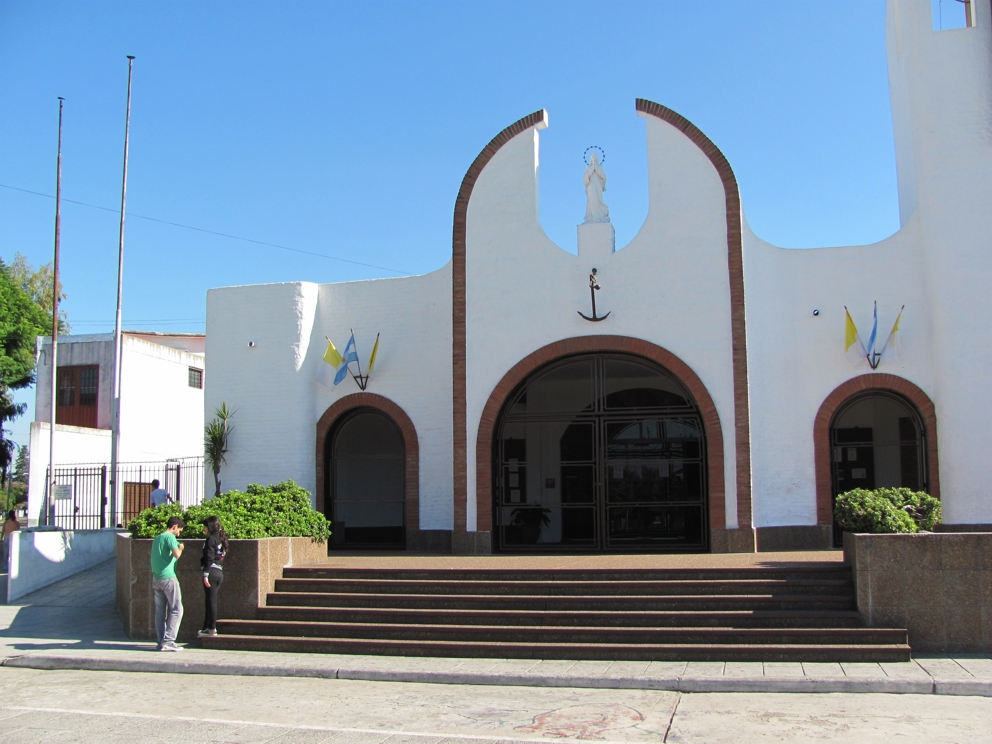
Parroquia Stella Maris.

## Escudo
El escudo de esta ciudad nos muestra un fondo verde que simboliza una zona con grandes extensiones arbóreas. Se destaca el mástil por el primer monumento a la bandera en un edificio público. El escudo fue hecho en marzo de 1992 por cuatro dirigentes de la Asociación de Diseño de San Justo (ADSJ). Karen Palermo, jefa de la empresa, presentó este escudo y ganó el concurso "una bandera para el cielo de mi barrio".

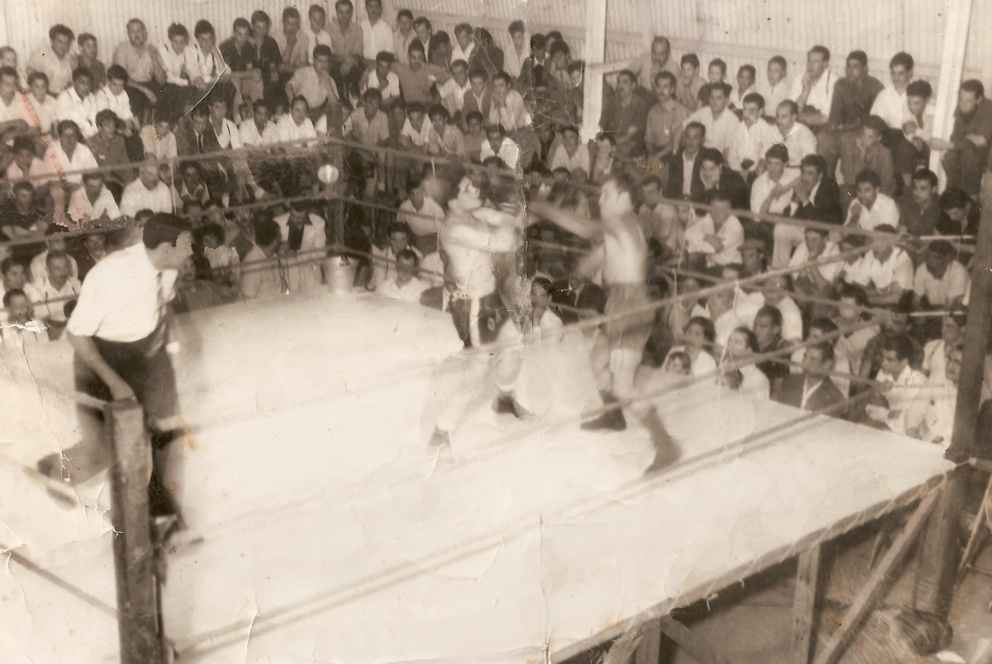
El legendario Luzuriaga Park, en pleno combate. Foto de los años 50.

## Parroquias de la Iglesia católica en Villa Luzuriaga
| Diócesis  | San Justo                          |
| --------- | ---------------------------------- |
| Parroquia | Stella Maris                       |
| Parroquia | Santuario Sagrado Corazón de Jesús |
| Parroquia | San Juan Bautista                  |

## Medios de comunicación

### Televisión por cable
- Telecentro
- Cablevisión Flow
- DirecTV
- Movistar TV